# Tequixquiaci keresztcsont

A tequixquiaci keresztcsont

A tequixquiaci keresztcsont egy körülbelül 24 000 éves, faragott csontdarab, amelyet az amerikai földrész egyik legrégebbi művészeti alkotásának tartanak. A mexikói Tequixquiac községben találták 1870-ben, ma a mexikóvárosi Nemzeti Embertani Múzeum gyűjteményének részét képezi.

## Leírása

A lelet képével díszített kézműves sörök

Az alkotást 1870. február 4-én találták meg 12 méteres mélységben, miközben a közeli mexikóvárosi tavak vizének lecsapolására szolgáló csatornarendszereket ásták ki Tequixquiacban. A leletről ezt követően Mariano de la Bárcena írt tanulmányt 1882-ben. A környéken időszámításunk előtt 35 000 évvel jelenhettek meg az első emberek, a lelet viszont 13 000 évvel későbbről, az i. e. 22 000 körüli időkből származik. A tevefélék egy mára már kihalt rokonának a keresztcsontjából kifaragott, közel 20 cm széles, állatfejet ábrázoló tárgy valószínűleg semmilyen gyakorlati szereppel nem rendelkezett, csupán műalkotás volt.